# Kjetil Mørland
Kjetil Mørland, noto anche solo come Mørland (Grimstad, 3 ottobre 1980), è un cantante norvegese.

## Carriera
Nel 2008 è entrato nella formazione del gruppo Absent Elk, formatosi in Regno Unito. La band ha pubblicato un album nell'ottobre 2009.
Ha partecipato come rappresentante della Norvegia all'Eurovision Song Contest 2015 tenutosi a Vienna in coppia con la cantante Debrah Scarlett. Il duo, che ha presentato in gara il brano A Monster like Me, si è classificato all'ottavo posto.